# Olof Wigforss
Olof Peter Wigforss, född 1774 i Falun, död 1836 i Kalmar, var en svensk dekorationsmålare och tecknare.
Wigforss studerade i unga år vid Konstakademien i Stockholm där han tilldelades den tredje medaljen för en Ornament Ritning uti Pincipe Scholan som visades vid akademiens utställning 1794. Efter sina studier arbetade han huvudsakligen med dekorationsmåleri i Kiel, Tyskland men återvände i slutet av sitt liv till Sverige. 